# Кубок России по футзалу 2014
XXIII Кубок России по футзалу (AMF). Финальный турнир прошёл 8—12 октября 2014 года во Владимире.

## Регламент
В турнире приняло участие семь клубов, которые были разбиты на две подгруппы (три и четыре команды), где были проведены турниры один круг. По две лучшие команды из каждой подгруппы выходили в полуфинал, победители полуфинальных прав разыграли главный трофей турнира.
От участия в турнире отказался ранее заявившийся «Спартак» (Москва).

## Итоги турнира

#### Группа «A»
| 1 | «Торпедо-МАМИ» (Москва)      | ~   | 7:4 | 7:2 | 2 | 2 | 0 | 0 | 14 − 6  | 6 |
| 2 | «Мебельный парад» (Радужный) | 4:7 | ~   | 7:3 | 2 | 1 | 0 | 1 | 11 − 10 | 3 |
| 3 | «Эридан» (Владимир)          | 4:7 | 3:7 | ~   | 2 | 0 | 0 | 2 | 7 − 14  | 0 |

#### Группа «Б»
| 1 | «Динамо» (Москва)           | ~   | 2:1 | 5:2 | 6:5 | 3 | 3 | 0 | 0 | 13 − 8  | 9 |
| 2 | «Альфа» (Владимир)          | 1:2 | ~   | 4:2 | 8:1 | 3 | 2 | 0 | 1 | 13 − 5  | 6 |
| 3 | «Монострой» (Владимир)      | 2:5 | 2:4 | ~   | 6:5 | 3 | 1 | 0 | 2 | 9 − 14  | 3 |
| 4 | «Кимберлит Алроса» (Мирный) | 5:6 | 1:8 | 5:6 | ~   | 3 | 0 | 0 | 3 | 11 − 20 | 0 |

#### Плей-офф
1/2 финала:
«Альфа» (Владимир) — «Торпедо-МАМИ» (Москва) — 4:2
«Динамо» (Москва) — «Мебельный парад» (Радужный) — 6:0
Финал:
«Альфа» (Владимир) — «Динамо» (Москва) — 7:5
Состав команды «Альфа» (Владимир)
Александр Дворников, Алексей Денисов, Евгений Иванов, Данила Карев, Артем Кованов, Олег Магницкий, Марат Мангушев, Андрей Миронов, Евгений Мишин (вратарь), Андрей Подымов, Иван Трошин, Алексей Филатов, Вадим Чиняков, Денис Шишкин